# Shotter’s Nation
Shotter’s Nation — второй студийный альбом британской инди-рок-группы Babyshambles, лидером которой является английский музыкант и художник Пит Доэрти. Альбом был спродюсирован промоутером The Smiths и The Cranberries Стивеном Стритом и вышел 1 октября 2007 года.

## История
Запись Shotter’s Nation проходила на известной студии Olympic Studios в Лондоне. Треть текстов Доэрти написал вместе со своей подругой Кейт Мосс, которая впоследствии отказалась от гонорара за авторство. Обложка альбома была создана французским фотографом Ализой Мюрисс на основе картины английского художника Генри Уоллиса «Смерть Чаттертона». Полуобнажённой девушкой на обложке изначально также была Мосс, но впоследствии была приклеена другая фотография. Shotter’s Nation предшествовал сингл «Delivery», занявший 6-ю строчку в британском хит-параде UK Singles Chart. Сам альбом достиг гораздо большего успеха в чартах, чем его предшественник Down in Albion. Также он занял 14 место в списке «50-ти лучших альбомов 2007 года» по версии журнала New Musical Express.

## Приём
Обозревательница Allmusic Хизер Фарес поставила альбому оценку 3.5 из 5. Фарес отметила что на новом альбоме «Доэрти выглядит скорее озорным, чем саморазрушительным», и что музыкант «бесконечно более привлекателен в роли наглого рассказчика, чем унылого наркомана», подытожив свою рецензию тем, что Shotter’s Nation — это «большой шаг в правильном направлении». Критик Rolling Stone Роб Шеффилд оценил альбом на 3 из 5. Он описал Shotter’s Nation как «беззаботный альбом в стиле The Clash и The Kinks», где «головокружительные фантазии», вроде «Delivery» <…> «сбалинсированы акустическими сожалениями», такими как «The Lost Art of Murder». Рецензент The Observer Гарри Малхолланд поставил альбому 5 из 5 и назвал лидера Babyshambles «гениальным автором песен и летописцем 00-х», а также выделил композицию «There She Goes», «откровенно напоминающую» «Lovecats» The Cure.

## Список композиций
Все песни написаны Питом Доэрти, при участии Майкла Уитнэлла, Кейт Мосс, Питера Вульфа, Адама Файсека и Йена Брауна.
| #   | Название                | Продолжительность |
| --- | ----------------------- | ----------------- |
| 1.  | Carry On Up the Morning | 2:57              |
| 2.  | Delivery                | 2:41              |
| 3.  | You Talk                | 3:30              |
| 4.  | UnBiloTitled            | 3:52              |
| 5.  | Side of the Road        | 2:09              |
| 6.  | Crumb Begging Baghead   | 3:43              |
| 7.  | Unstookie Titled        | 4:30              |
| 8.  | French Dog Blues        | 3:32              |
| 9.  | There She Goes          | 3:36              |
| 10. | Baddie’s Boogie         | 3:55              |
| 11. | Deft Left Hand          | 4:04              |
| 12. | Lost Art of Murder      | 4:38              |

## Участники записи
- Пит Доэрти — вокал, акустическая гитара
- Майкл Уитнэлл — гитара, бэк-вокал
- Дрю МакКоннелл — бас-гитара, контрабас
- Адам Файсек — ударные, клавишные

## Позиции в чартах
| Страна         | Позиция |
| -------------- | ------- |
| Австрия        | 14      |
| Бельгия        | 45      |
| Великобритания | 5       |
| Германия       | 18      |
| Ирландия       | 19      |
| Италия         | 71      |
| Норвегия       | 32      |
| Франция        | 17      |
| Швейцария      | 29      |
| Швеция         | 13      |
| Япония         | 26      |